# Uguccione della Faggiola
Ugoccione della Faggiola, o Faggiula, (Castel Priore (Castrumpriori), 1250 – Vicenza, 1 de noviembre de 1319), fue un condotiero italiano.

## Biografía

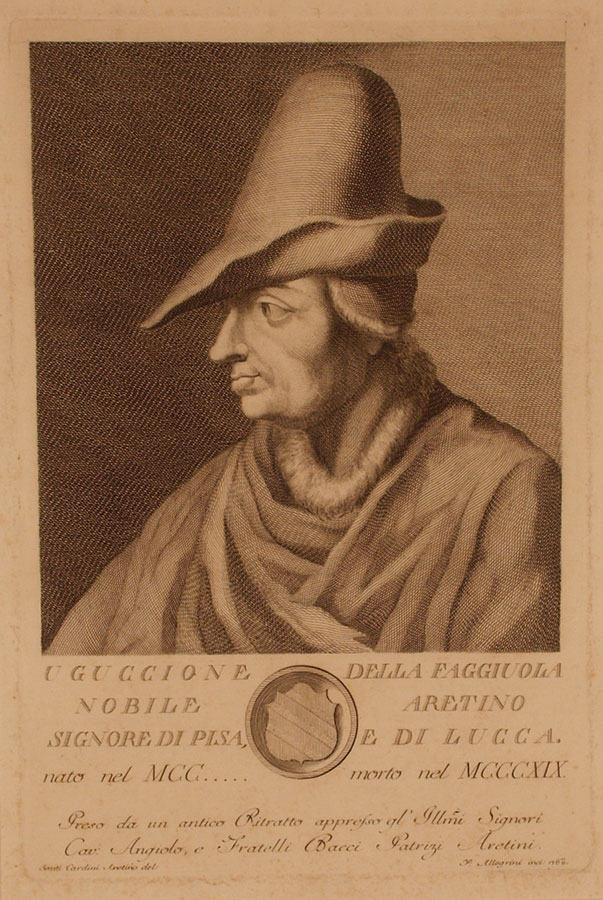
Retrato de Uguccione della Faggiuola (incisión de Francesco Allegrini de Gubbio)

Condotiero y hombre político, estuvo entre los protagonistas de la vida política y militar del Medioevo en particular durante los eventos que marcaron choques entre el papado y el imperio.
Nacido en Casteldelci en el 1250, que en aquella época estaba bajo la administración de Massa Trabaria, en el límite entre Romaña, Marcas y Toscana, después de haber intentado ser señor de Forlì (1297), contando con las simpatías gibelinas de la ciudad, y después de haber sido podestà y señor de Arezzo en el 1295 y también después en el 1302 fue vicario del rey Enrique VII de Luxemburgo en Génova entre el 1311 y el 1312, fue llamado a Pisa en el 1313 para ejercer la señoría.
El 1315 es el año del máximo fulgor de su estrella en el firmamento del Gibelismo toscano, es justamente de aquel año la batalla de Montecatini, el hecho militar que consolidó y extendió a todo la península su fama de hábil condotiero.
En el fondo, se trataba de un encuentro impar. De una parte estaba Florencia, en aquellos años una de las ciudades más ricas de Italia y de Europa. Aliada con muchas otras ciudades: Siena, Prato, Pistoya, Arezzo, Colle di Val d'Elsa, Volterra, San Gimignano etc. y también con los Anjou de Nápoles.
Del otro lado estaba Pisa, ciudad sustancialmente en crisis después de la Batalla de Meloria y Lucca, ciudad ocupada militarmente por el mismo Ugoccione y por lo tanto no del todo confiable.
En este contexto de debilidad, Ugoccione podía igualmente contar con un contingente de 1800 caballeros alemanes, mercenarios que hacían parte de las tropas imperiales y que se pusieron al servicio de Pisa a cambio de florines, pero también animados por un profundo odio hacia los güelfos y los Anjou.
Después de la victoria rotunda e inesperada de Pisa, Florencia fue abandonada por gran parte de las ciudades toscanas que se apresuraron a pedir y obtener la paz con Pisa, y logró solo salvarse solo gracias a un pacto interno.
En el 1316 los pisanos echaron a Ugoccione porque se cansaron de sus formas autoritarias y por el alto nivel impositivo impuesto para cubrir las exigencias militares. Este hecho lo obligó a buscar refugio en Cangrande della Scala que lo hizo podestá de Vicenza. Con esta autoridad Ugoccione reprimió duramente la revuelta güelfa del mayo de 1317.
Durante su servicio para el señor de Verona, él guio también la guerra contra Brescia y Padua.
Ugoccione della Faggiola murió el 1 de noviembre de 1319. Su cuerpo fue llevado de Vicenza a Verona para ser enterrado en la iglesia de Santa Anastasia.

## Amistades
Ugoccione tuvo amigos inusuales entre los cuales estaba Dante Alighieri. El sumo poeta ponía muchas esperanzas en la figura de Arrigo VII de Luxemburgo, el cual llamado por muchas partes, bajó en Italia en el 1310 con el objetivo de pacificar la península. Pero mientras movía el ataque a la obstinada Florencia, murió, se dice, envenenado. En aquel año parece que Dante, profundamente desilusionado, se fue a Lucca donde estaba Ugoccione della Faggiola.
Algunos comentadores de La Divina Comedia dicen que a él alude el Poeta cuando en Inf. I, 101-102 afirma que vendrá el Lebrel, el cual dispersará la avaricia dominante en el mundo. La tesis fue expuesta en el 1828 por Carlo Troya en el ensayo Del lebrel alegórico de Dante y sucesivamente en el Del lebrel alegórico de los Gibelinos (1856). La tesis fue refutada por Niccolò Tommaseo, pero inspiró a Cesare Balbo a escribir su Vida de Dante.
Ugoccione conocía bien también a Corso Donati, que le dio una de sus hijas como esposa.
El escudo heráldico de Ugoccione era el Águila en campo rojo.